# Непомусену, Алберту
Албе́рту Непомусе́ну (порт.-браз. Alberto Nepomuceno; 6 июля 1864, Форталеза, Сеара, Бразилия — 16 октября 1920, Рио-де-Жанейро, Рио-де-Жанейро, Бразилия) — бразильский композитор, дирижёр, пианист, органист, скрипач и педагог.

## Биография
Сын Витора Аугусто Непомусену и Марии Виржинии де Оливейра Пайва. Первые уроки получил у отца, который был скрипачом и органистом. В 1872 году переехал со своей семьей в Ресифи, где начал учиться играть на фортепиано и скрипке. Учился в Риме у Джованни Сгамбати, затем в берлинской Консерватории Штерна у Теодора Лешетицкого (фортепиано), и после в Париже у Александра Гильмана. Дирижировал концертами Общества народной музыки в Рио-де-Жанейро. С 1895 года преподавал в Национальном институте музыки в Рио-де-Жанейро, в 1902—1916 годы — директор (с перерывом в 1903—1906 годах).
Помимо оперной, симфонической и камерной музыки Непомусену много работал в вокальной области, занимался обработкой бразильских народных мелодий. В 1891 году он подготовил редакцию вокальных партий Национального гимна Бразилии, в дальнейшем утверждённую как официальная версия.
Похоронен на кладбище Святого Иоанна Крестителя в Рио-де-Жанейро.
В 1950 году известный бразильский кинодокументалист Умберту Мауру снял о композиторе фильм «Алберту Непомусену» (порт.-браз. Alberto Nepomuceno).

## Сочинения
- опера «Электра» / Electra (1894)
- опера «Артемида» / Artémis (1898, Рио-де-Жанейро)
- опера «Гримаса» / O Garatuja (1904, по Жозе Мартиниану де Аленкару)
- опера «Абул» / Abul (1905, Буэнос-Айрес)
- «Бразильская сюита»
- симфоническая прелюдия «Каратуже» / O Garatuja (1904)
- симфония (1898)